# Marquesado de la Granja de Samaniego
El marquesado de la Granja de Samaniego es un título nobiliario español otorgado por el rey Amadeo I de España el 11 de febrero de 1873 a Manuel García de Samaniego y del Castillo, V marqués de la Granja en el Reino de las Dos Sicilias, coronel del ejército y caballero de la Orden de Santiago.

## Lista de los marqueses de la Granja de Samaniego
|                       | Titular                                      | Periodo               |
| Creación por Amadeo I | Creación por Amadeo I                        | Creación por Amadeo I |
| --------------------- | -------------------------------------------- | --------------------- |
| I                     | Manuel García de Samaniego y del Castillo    | 1873-                 |
| II                    | Francisco García de Samaniego y del Castillo | -c. 1898              |
| III                   | José García de Samaniego y Díaz del Castillo | 1898-1940             |
| IV                    | José García de Samaniego y Colsa             | 1940-1972             |
| V                     | Hipólito García de Samaniego y Queralt       | 1973-2003             |
| VI                    | Hipólito García de Samaniego y Siljeström    | 2003-actual           |

## Historia de los marqueses de la Granja de Samaniego
- Manuel García de Samaniego y del Castillo, I marqués de la Granja de Samaniego

- Francisco García de Samaniego y del Castillo (Cantalapiedra, 31 de enero de 1824-Valladolid, 21 de mayo de 1885), II marqués de la Granja de Samaniego, coronel de caballería y profesor del Colegio de Caballería de Valladolid,  hijo de Juan García de Samaniego y Díez de Tejada, marqués de la Granja, y de Manuela del Castillo y Centeno.

Se casó en 1863 con María Rosario Díaz Soler.
- José García de Samaniego y del Castillo, III marqués de la Granja de Samaniego.

Se casó con María Teresa de Colsa y Villapecellín.  Le sucedió su hijo:
- José García de Samaniego y Colsa (Burgos, 27 de marzo de 1899-Sevilla 4 de abril de 1972),[3] IV marqués de la Granja de Samaniego.[4]

Se casó en Madrid el 15 de noviembre de 1928 con María Isabel de Queralt y López Niulant (Madrid, 20 de abril de 1896-Sevilla, 5 de junio de 1980), XV marquesa de Albaserrada, XII marquesa de Besora y XVII marquesa de Taracena, hija de Hipólito de Queralt y Fernández Maquieira, XII marqués de Albaserrada, y de María Luisa López Nieulant. Le sucedió su hijo:
- Hipólito García de Samaniego y Queralt, V marqués de la Granja de Samaniego[5] y XVI marqués de Albaserrada.[6]

Le sucedió su hijo:
- Hipólito García de Samaniego y Siljeström, VI marqués de la Granja de Samaniego[7] y XVII marqués de Albaserrada.[8]